# Villeroy (Yonne)
Villeroy is een gemeente in het Franse departement Yonne (regio Bourgogne-Franche-Comté) en telt 254 inwoners (1999). De plaats maakt deel uit van het arrondissement Sens.

## Geografie
De oppervlakte van Villeroy bedraagt 7,1 km², de bevolkingsdichtheid is 35,8 inwoners per km².
De onderstaande kaart toont de ligging van Villeroy (Yonne) met de belangrijkste infrastructuur en aangrenzende gemeenten.

## Demografie
Onderstaande figuur toont het verloop van het inwonertal (bron: INSEE-tellingen).